# Hoplolabis subalpina
Hoplolabis subalpina là một loài ruồi trong họ Limoniidae. Chúng phân bố ở miền Cổ bắc.